# Keremeos
Keremeos ist ein Dorf im Süden des Interior der kanadischen Provinz British Columbia. Es gehört zum Regional District of Okanagan-Similkameen und liegt am Nordufer des Similkameen River, nur rund 20 km nördlich der Staatsgrenze zu den Vereinigten Staaten. Etwa 60 km Luftlinie nordwestlich liegt Princeton sowie rund 20 km südöstlich Osoyoos. Keremeos ist durch den Highway 3, den Crowsnest Highway, mit diesen beiden Gemeinden verbunden. Der Highway 3A verbindet Keremeos mit dem etwa 45 km nördlich gelegenen Penticton.
Die Gemeinde im Similkameen Valley, an der Grenze zwischen Thompson-Plateau und der Kaskadenkette, ist von Bergen umgeben die eine Höhe von bis zu 2000 m erreichen.

## Geschichte
Das Gebiet, in dem das Dorf liegt, ist traditionelles Siedlungs- und Jagdgebiet der First Nations, hier der Okanagan. Die älteste dauerhafte Besiedlung durch europäische Siedler geht zurück bis ins Jahr 1860, als die Hudson’s Bay Company hier einen Handelsposten errichtete. Als ältestes erhaltenes Gebäude gilt die „Grist Mill“, eine Getreidemühle aus dem Jahr 1877.
Während Keremeos heute nicht mehr an ein Eisenbahnnetz angebunden ist, war es in der Vergangenheit an das Streckennetz der Great Northern Railway angeschlossen. 1907 wurde für die Eisenbahn die „Red Bridge“ über den Fluss erbaut. Obwohl nur die Seitenwände geschlossen sind und sie kein Dach hat, gilt sie als Gedeckte Brücke (englisch: Covered Bridge). Sie ist heute eine der wenigen dieser Art, die es in der Provinz noch gibt.
Die Zuerkennung der kommunalen Selbstverwaltung für die Gemeinde erfolgte am 30. Oktober 1956 (incorporated als Village District).

## Demographie
Der Zensus im Jahr 2016 ergab für die Gemeinde eine Bevölkerungszahl von 1502 Einwohnern, nachdem der Zensus im Jahr 2011 für die Gemeinde eine Bevölkerungszahl von nur 1330 Einwohnern ergab. Die Bevölkerung hat dabei im Vergleich zum letzten Zensus im Jahr 2011 um 12,9 % zugenommen und liegt damit deutlich über dem Provinzdurchschnitt, mit einer Bevölkerungszunahme in British Columbia um 5,6 %. Im Zensuszeitraum 2006 bis 2011 hatte die Einwohnerzahl in der Gemeinde schwächer als die Entwicklung in der Provinz um 3,2 % zugenommen, während sie im Provinzdurchschnitt um 7,0 % zunahm.
Für den Zensus 2016 wurde für die Gemeinde ein Medianalter von 63,2 Jahren ermittelt. Das Medianalter der Provinz lag 2016 bei nur 43,0 Jahren. Das Durchschnittsalter lag bei 56,3 Jahren, bzw. ebenfalls bei 42,3 Jahren in der Provinz. Zum Zensus 2011 wurde für die Gemeinde noch ein Medianalter von 60,8 Jahren ermittelt. Das Medianalter der Provinz lag 2011 bei nur 41,9 Jahren.

## Verkehr
Öffentlicher Personennahverkehr wird örtlich und regional mit mehreren Buslinien durch das „South Okanagan-Similkameen Transit System“ angeboten, welches von BC Transit in Kooperation betrieben wird. Das System bietet Personennahverkehr im südlichen Okanagan Valley sowie im Similkameen Valley an. Zentraler Knotenpunkt des Liniennetzes ist Penticton und der nördliche Endpunkt des Netzes liegt in Kelowna, während es sich nach Süden bis nach Osoyoos erstreckt. Nach Westen werden Gemeinden entlang des Similkameen River bis nach Princeton angebunden. Neben den genannten Gemeinden werden nach Norden unter anderem Summerland und West Kelowna, nach Süden unter anderem Okanagan Falls und Oliver sowie nach Westen unter anderem Keremeos und Hedley angefahren.

## Tourismus
Von touristischer Bedeutung sind zwei nahe der Gemeinde gelegenen Provincial Park’s, der größere Cathedral Provincial Park sowie der sehr kleine Keremeos Columns Provincial Park.